# São Bento do Tocantins
São Bento do Tocantins là một đô thị thuộc bang Tocantins, Brasil. Đô thị này có diện tích 1105,893 km², dân số năm 2007 là 4388 người, mật độ 3,97 người/km².